# تستمین

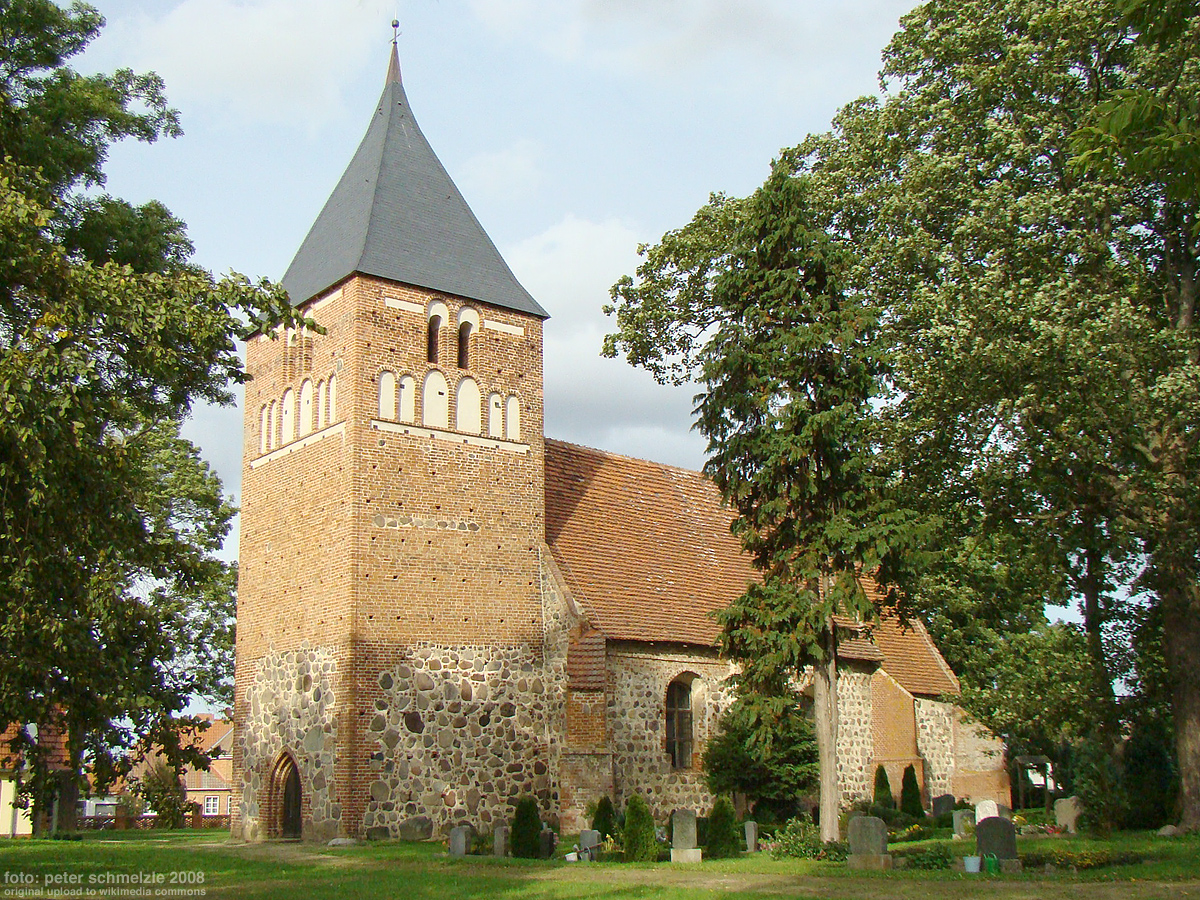
کلیسای روستای تستمین (به آلمانی زتمین)

تستمین (به آلمانی: Zettemin) یک شهر در آلمان است که در مکلنبورگیشه زنپلاته واقع شده‌است. تستمین ۳۷۳ نفر جمعیت دارد.